# Confraternite di Altamura
Le confraternite della città di Altamura sono delle particolari organizzazioni religiose che svolgono attività di beneficenza nonché altre attività utili per la collettività. Alcune di queste sono molto antiche e un esempio ne è la confraternita della Santissima Annunziata dei Pastori, la quale esisteva già all'epoca di ultimazione dell'omonima Chiesa (1606). La confraternita di San Biagio invece, pur essendo ancora formalmente in attività, conta un solo membro che nel 2010 risultava ultranovantenne. Altre, invece, risultano essere di più recente istituzione.
In una mostra del 2010 relativa alle confraternite di Altamura, sono stati mostrati gli abiti tradizionali di tali confraternite nonché alcuni oggetti utilizzati tradizionalmente durante le riunioni di tali confraternite. Un esempio di tali oggetti è il bussolotto settecentesco conservato dalla parrocchia di Santa Teresa, una scatola in legno utilizzata per esprimere il proprio voto in segreto durante l'elezione del priore.
La prima testimonianza dell'esistenza di una confraternita nella città di Altamura risale a un documento del 12 aprile 1466 e si riferisce alla confraternita della Pietà di Santa Croce.

## Confraternite
- Confraternita della Pietà di Santa Croce (chiamata inizialmente "Confraternità del Monte di Pietà")[4]
- Confraternita di San Biagio
- Confraternita di Maria Santissima Immacolata
- Confraternita della Santissima Annunziata dei pastori o dei pastori[1]
- Confraternita di San Pasquale
- Confraternita di San Sepolcro
- Confraternita della Chiesa del Santissimo Rosario di Pompei
- Confraternita del Santissimo Sacramento